# Aloe officinalis
Aloe officinalis ist eine Pflanzenart der Gattung der Aloen in der Unterfamilie der Affodillgewächse (Asphodeloideae). Das Artepitheton officinalis stammt aus dem Lateinischen und bedeutet ‚medizinisch genutzt‘.

## Beschreibung

### Vegetative Merkmale
Aloe officinalis wächst stammbildend, sprosst in der Regel und bildet dichte Klumpen. Die Stämme sind niederliegend und kurz. Die zehn bis zwölf schwertförmig verschmälerten Laubblätter bilden dichte Rosetten. Die gelbgrüne Blattspreite ist etwa 60 bis 70 Zentimeter lang und 6 bis 12 Zentimeter breit. Sie ist häufig weiß gefleckt. Auf der Unterseite sind gelegentlich in der Mitte bis zu neun Stacheln vorhanden. Die Blattoberfläche ist glatt. Die kräftigen Zähne am Blattrand stehen gedrängt beieinander.

### Blütenstände und Blüten
Der Blütenstand ist einfach oder besteht aus ein bis drei Zweigen. Er erreicht eine Länge von bis zu 100 Zentimeter. Die lockeren, zylindrischen Trauben sind 15 bis 20 Zentimeter lang. Die eiförmig-spitzen oder lanzettlichen Brakteen weisen eine Länge von 10 Millimeter auf. Die leicht keulenförmigen, roten oder gelben bis orangefarbenen Blüten stehen an 6 bis 8 Millimeter langen Blütenstielen. Die Blüten sind 28 bis 30 Millimeter lang. Ihre äußeren Perigonblätter sind auf einer Länge von etwa 15 Millimeter nicht miteinander verwachsen. Die Staubblätter und der Griffel ragen kaum aus der Blüte heraus.

### Genetik
Die Chromosomenzahl beträgt {\displaystyle 2n=14}.

## Systematik und Verbreitung
Aloe officinalis ist in Saudi-Arabien und Jemen auf steinigen Hügelseiten und sandigen Ebenen in Höhen von 50 bis 700 Metern verbreitet.
Die Erstbeschreibung durch Peter Forsskål wurde 1775 veröffentlicht.
Ein nomenklatorisches Synonym ist Aloe vera var. officinalis (Forssk.) Baker (1880). Darüber hinaus wurden folgende Taxa als Synonym in die Art einbezogen: Aloe maculata Forssk. (1775, nom. illeg. ICBN-Artikel 53.1), Aloe vera var. angustifolia Schweinf. (1894) und Aloe officinalis var. angustifolia (Schweinf.) Lavranos (1965).

## Nachweise